# Pomnik Stalag 369 w Krakowie
Pomnik Stalag 369 – pomnik znajdujący się w Krakowie w dzielnicy VIII Dębniki, przy ul. Żywieckiej na Skwerze im. Generała de Gaulle'a.
Niewielki monument postawiono w miejscu gdzie znajdowała się brama Stalagu 369. Był to, podczas II wojny światowej, niemiecki obóz jeniecki dla żołnierzy francuskich, belgijskich oraz holenderskich.
Inicjatorem postawienia pomnika był prof. Jan Harasymowicz, jeden z organizatorów pomocy dla więźniów. Pomnik zaprojektowany został przez prof. Wiktora Zina. 

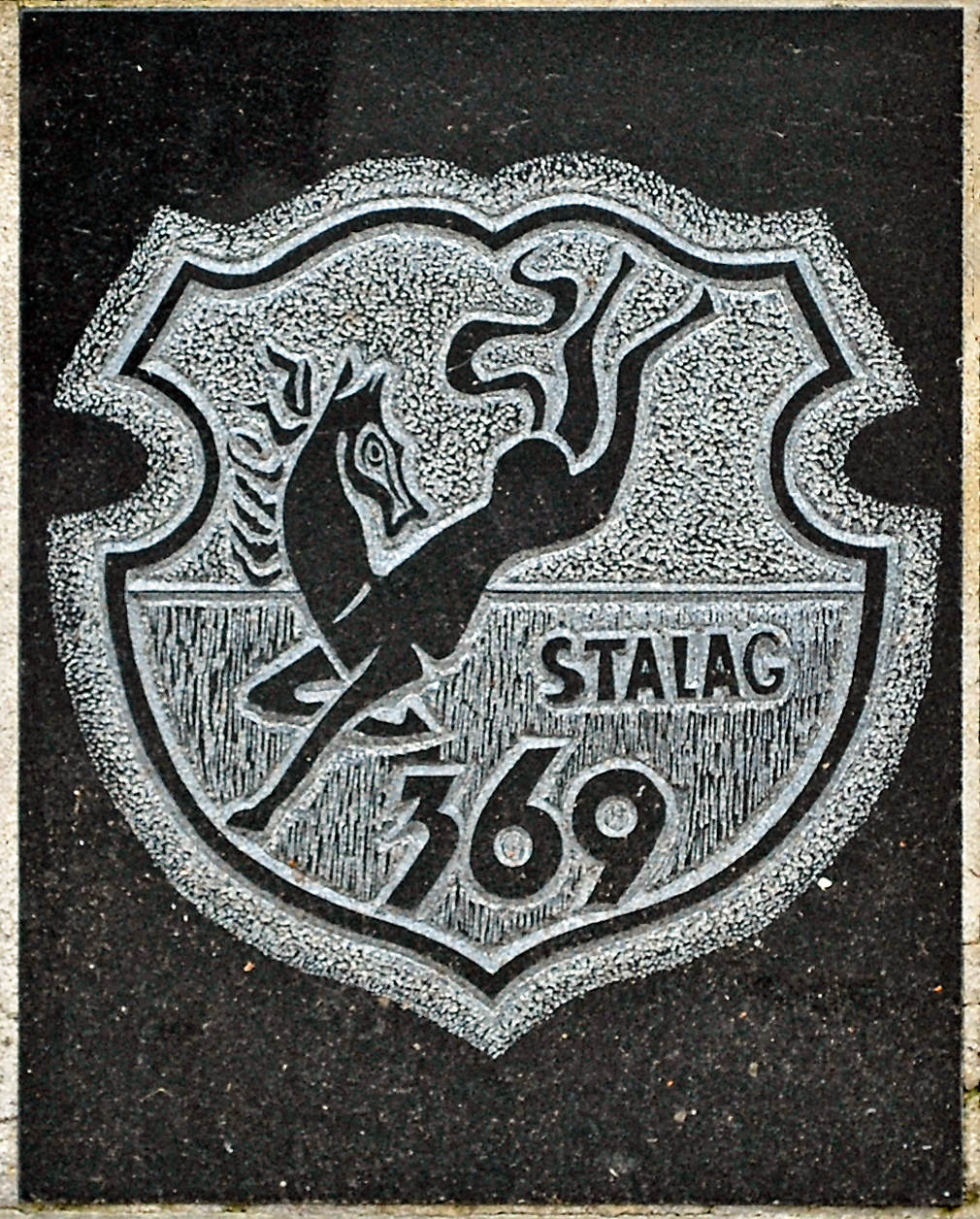
Logo obozu na pomniku

Jest to granitowy głaz na którym znajduje się tablica z brązu, z logo obozu a pod nią napis: 
STALAG 369

TEREN

B. HITLEROWSKIEGO

OBOZU KARNEGO

JEŃCÓW

WOJENNYCH
Głaz stoi na cokole na którym znajduje się także logo obozu oraz dwie tablice z brązu z tekstami w językach francuskim i niderlandzkim, będących tłumaczeniami polskiego napisu.
Pomnik został odsłonięty 3 sierpnia 1966 roku.